# Омецинский, Емельян Владимирович
Емельян Владимирович Омецинский (25 сентября 1904, Дичков, Цислейтания — 1 ноября 1994, Dunellen, Нью-Джерси) — украинский педагог, переводчик.

## Биография
Закончил украинскую гимназию в городе Тернополь (1925), а затем и Краковский университет (1931, Польша).
В довоенное время и в период немецкой оккупации работал учителем в гимназиях на территории Польши и Украины (1931—1944).
В 1944 году эмигрировал в США. Там преподавал украинистику в школах г. Рочестер (штат Нью-Йорк).
Жена — магистр фармакологии Мария Омецинская (16 июния 1910 — 1 март 1999). Дети — Владимир и Ирина (в замужестве Онуфрик).
Брат — Зенон Омецинский (30 марта 1914 — 22 декабря 1998).

### Работы
Перевёл труды Михаила Коцюбинского на эсперанто, а Эпиктета и Марка Аврелия с оригинала на украинский язык.
Во 2-м томе регионального сборника «Шляхами Золотого Поділля» опубликованы его статьи «Мова Тернопільщини» и про село Дичков.